# Coppa Italia Primavera 2008-2009
La Coppa Italia Primavera 2008-2009 è la trentasettesima edizione del torneo riservato alle squadre giovanili iscritte al Campionato Primavera. Iniziata il 30 agosto 2008, è terminata il 7 maggio 2009 ed è stata vinta dal Genoa, che ha battuto in finale la Roma.

## Turno Preliminare
Andata 30 agosto 2008, ritorno 6 settembre 2008.
| Squadra 1 | Totale | Squadra 2   | Andata | Ritorno |
| --------- | ------ | ----------- | ------ | ------- |
| Ancona    | 2 - 4  | Salernitana | 2 - 2  | 0 - 2   |
| Sassuolo  | 5 - 5  | Cittadella  | 3 - 4  | 2 - 1   |

## Primo Turno Eliminatorio
Andata 13 settembre 2008, ritorno 20 settembre 2008.
| Squadra 1    | Totale | Squadra 2 | Andata | Ritorno     |
| ------------ | ------ | --------- | ------ | ----------- |
| AlbinoLeffe  | 3 - 2  | Triestina | 2 - 0  | 1 - 2 (dts) |
| L.R. Vicenza | 2 - 4  | Milan     | 0 - 3  | 2 - 1       |
| Brescia      | 4 - 3  | Mantova   | 3 - 3  | 1 - 0       |
| Atalanta     | 5 - 1  | Treviso   | 3 - 0  | 2 - 1       |
| Livorno      | 1 - 4  | Frosinone | 0 - 1  | 1 - 3       |
| Torino       | 4 - 0  | Grosseto  | 3 - 0  | 1 - 0       |
| Pisa         | 2 - 4  | Siena     | 2 - 2  | 0 - 2       |
| Lazio        | 4 - 2  | Empoli    | 1 - 0  | 3 - 2       |
| Salernitana  | 4 - 2  | Piacenza  | 1 - 2  | 3 - 0       |
| Cagliari     | 2 - 2  | Rimini    | 1 - 0  | 1 - 2       |
| Bologna      | 4 - 3  | Parma     | 2 - 2  | 2 - 1       |
| Cittadella   | 4 - 1  | Modena    | 2 - 0  | 2 - 1       |
| Palermo      | 4 - 3  | Bari      | 4 - 0  | 0 - 3       |
| Catania      | 5 - 1  | Avellino  | 3 - 1  | 2 - 0       |
| Reggina      | 3 - 3  | Lecce     | 2 - 2  | 1 - 1       |
| Napoli       | 2 - 2  | Roma      | 1 - 2  | 1 - 0       |

## Secondo Turno Eliminatorio
Andata 15 ottobre 2008, ritorno 22 ottobre 2008.
| Squadra 1   | Totale | Squadra 2   | Andata | Ritorno |
| ----------- | ------ | ----------- | ------ | ------- |
| Milan       | 2 - 1  | AlbinoLeffe | 1 - 1  | 1 - 0   |
| Brescia     | 1 - 3  | Atalanta    | 0 - 2  | 1 - 1   |
| Frosinone   | 2 - 4  | Torino      | 1 - 1  | 1 - 3   |
| Lazio       | 6 - 0  | Siena       | 4 - 0  | 2 - 0   |
| Salernitana | 2 - 4  | Cagliari    | 2 - 2  | 0 - 2   |
| Cittadella  | 2 - 3  | Bologna     | 2 - 1  | 0 - 2   |
| Catania     | 0 - 2  | Palermo     | 0 - 2  | 0 - 0   |
| Lecce       | 1 - 2  | Roma        | 1 - 1  | 0 - 1   |

## Ottavi di finale
Andata 29 ottobre 2008, ritorno 12 novembre 2008.
| Squadra 1 | Totale | Squadra 2  | Andata | Ritorno         |
| --------- | ------ | ---------- | ------ | --------------- |
| Milan     | 2 - 0  | Chievo     | 1 - 0  | 1 - 0           |
| Atalanta  | 2 - 1  | Udinese    | 0 - 1  | 2 - 0           |
| Torino    | 0 - 5  | Genoa      | 0 - 3  | 0 - 2           |
| Lazio     | 3 - 5  | Inter      | 1 - 4  | 2 - 1           |
| Cagliari  | 1 - 1  | Sampdoria  | 1 - 0  | 0 - 1 (6-5 dcr) |
| Bologna   | 1 - 7  | Juventus   | 1 - 2  | 0 - 5           |
| Palermo   | 2 - 0  | Fiorentina | 2 - 0  | 0 - 0           |
| Roma      | 3 - 0  | Ascoli     | 2 - 0  | 1 - 0           |

## Quarti di finale
Andata 21 gennaio 2009, ritorno 4 febbraio 2009. L'ordine di svolgimento delle gare di andata e ritorno è stato determinato tramite sorteggio.
| Squadra 1 | Totale | Squadra 2 | Andata | Ritorno |
| --------- | ------ | --------- | ------ | ------- |
| Milan     | 2 - 0  | Atalanta  | 0 - 0  | 2 - 0   |
| Genoa     | 5 - 2  | Inter     | 3 - 2  | 2 - 0   |
| Cagliari  | 3 - 7  | Juventus  | 1 - 3  | 2 - 4   |
| Palermo   | 0 - 3  | Roma      | 0 - 0  | 0 - 3   |

## Semifinali
Andata 4 marzo 2009, ritorno 18 marzo 2009. L'ordine di svolgimento delle gare di andata e ritorno sarà determinato tramite sorteggio.
| Squadra 1 | Totale | Squadra 2 | Andata | Ritorno         |
| --------- | ------ | --------- | ------ | --------------- |
| Milan     | 2 - 2  | Genoa     | 2 - 0  | 0 - 2 (7-8 dcr) |
| Roma      | 4 - 2  | Juventus  | 2 - 2  | 2 - 0           |

## Finale
Andata 11 aprile 2009, ritorno 7 maggio 2009. L'ordine di svolgimento delle gare di andata e ritorno è stato determinato tramite sorteggio.
| Squadra 1 | Totale | Squadra 2 | Andata | Ritorno |
| --------- | ------ | --------- | ------ | ------- |
| Roma      | 2 - 3  | Genoa     | 2 - 1  | 0 - 2   |